# Netelia densa
Netelia densa là một loài tò vò trong họ Ichneumonidae.